# Steinkiste von Hagenah
Koordinaten: 53° 32′ 29″ N, 9° 19′ 14″ O

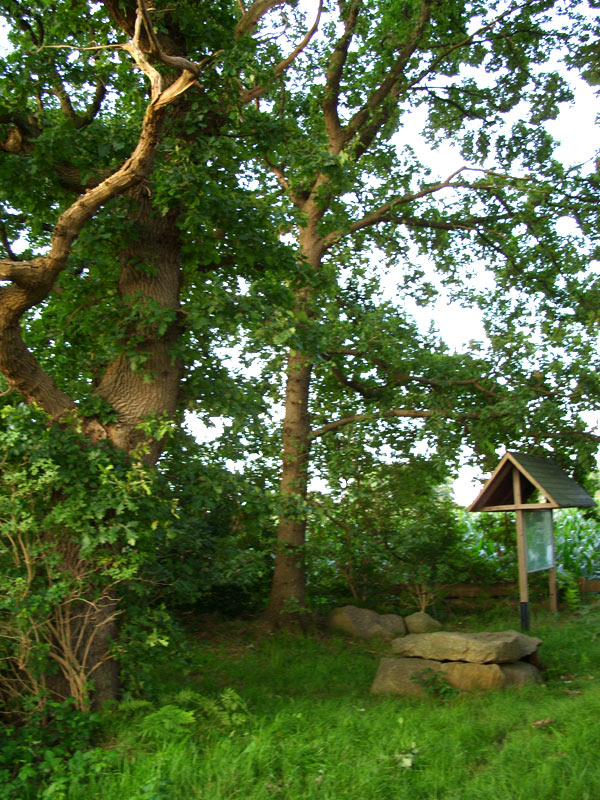
Steinkiste von Hagenah

Die bronzezeitliche Steinkiste von Hagenah liegt in der Ortslage von Hagenah, etwa 10 km westsüdwestlich von Stade entfernt, an der Straße im Krügerfeld beim Friedhof.
Der im Volksmund „Osterbarg“ genannte Hügel, der die Steinkiste barg, gehört zu einer zerstörten Gruppe von Grabhügeln auf dem Geestrücken. Nach dem Ersten Weltkrieg wurde der Osterbarg sukzessiv abgefahren. Dabei wurde eine etwa 2,5 m × 3,5 m große Baumsarg-Steinpackung zerstört. Ende 1930 stieß man auf eine senkrechte Steinplatte, die die Steinkiste abschloss.
Der lokale Bodendenkmalpfleger konnte die weitere Zerstörung verhindern und eine Untersuchung durchführen. Dabei wurde die Kiste aber nicht weiter freigelegt, um das Denkmal in situ zu erhalten.
Die zu Dreiviertel mit Sand gefüllte Kiste enthielt neben den Knochenresten, die auf dem Bodenpflaster lagen, ein Beil, das Bruchstück eines Dolches und eine Fibel, alle Teile aus Bronze. Die Bronzefunde ermöglichten eine relative Datierung. Bei dem Beil handelt es sich um ein so genanntes „Nordisches Absatzbeil“. Der Wulst unter dem Absatz ist mit einem Strichmuster verziert. Dieser Beiltyp ist nach Oscar Montelius in die Periode II (1.500–1.250 v. Chr.) zu setzen. Die Fibel und der Dolch gehören ebenfalls der Älteren Bronzezeit an. Die zweiteilige Fibel besitzt Spiralen an Bügelkopf und -ende. Der Bügel ist mit umlaufenden Spirallinien verziert. Von dem Dolch sind der größte Teil der Klinge, die Griffplatte mit einer Angel und zwei Niete erhalten. Später muss die Steinkiste für eine Brandbestattung noch einmal geöffnet worden sein.
Der Versuch, die Steinkiste in situ zu erhalten, musste Anfang der 1960er-Jahre aufgegeben werden. Die Kiste wurde im Jahre 1964 völlig freigelegt. Die Längsseiten sind durch zwei schmale Steine begrenzt. Die westliche Schmalseite wird durch einen größeren und einen kleineren, die östliche durch einen einzelnen Endstein gebildet. Der größte Teil der Kiste wird durch einen großen Deckstein bedeckt. Ein kleinerer liegt über der Eingangsseite. Die zwischen den Decksteinen verbliebene Lücke war durch kleinere Steine geschlossen worden. Bei der Zustellung der Lücken zwischen den Trag- und Decksteinen hat man auch kleinste Lücken mit Steinen gefüllt. Alle Tragsteine sind verkeilt worden. Die Keilsteine sitzen bis zu 60 cm im gewachsenen Boden.
Das Denkmal liegt heute unter hohen Bäumen an einer weithin sichtbaren Stelle. Die Baumgruppe mit dem Denkmal ist eingefriedet.